# Jüdische Elementarschule Bühl (Baden)
Die Jüdische Elementarschule in Bühl, einer Stadt im Landkreis Rastatt in Baden-Württemberg, war eine Elementarschule, die 1827 gegründet wurde. Sie wurde von der Jüdischen Gemeinde Bühl unterhalten. Das badische Judenedikt von 1809 gestattete den jüdischen Gemeinden, eigene Schulen zu errichten, sofern sie die Kosten dafür übernahmen.
Das Schulhaus mit Lehrerwohnung befand sich am Johannesplatz neben der Synagoge. Beide Gebäude wurden nach dem Novemberpogrom 1938 abgerissen. Die jüdischen Elementarschulen wurden mit der Einführung der Simultanschulen im Großherzogtum Baden im Jahr 1876 aufgelöst. Die jüdische Schule in Bühl wurde als Religionsschule weitergeführt.

## Lehrer
- seit 1822/23 zunächst als Privatlehrer: Seligmann Schlenker (geb. 1800 in Fürth, seit 1849 Rabbiner in Regensburg, gest. 1860 in Regensburg)
- ab 1830: Moses Sinzheimer
- um 1898: Hauptlehrer Elias Jakob
- um 1924: Hauptlehrer Leo Hanauer